# Xiph.Org基金會
基金會是一個致力於創作公有多媒體格式和工具的非營利性組織。他們主要集中開發Ogg家族格式，而其中最為成功知名的是Ogg Vorbis，為一開放原始碼且免專利使用費的音訊格式、編解碼器，用來與需專利使用費的MP3與AAC競爭。截至2013年，開發工作集中於Daala，為一開放原始碼且免專利使用費的視訊格式、編解碼器，用來與需專利使用費的HEVC與VP9競爭。
除此之外，基金會亦將數個既存的補足性自由軟體方案收於其免專利使用費的保護傘下，如針對語音設計的編解碼器Speex與無失真音訊壓縮編解碼器FLAC。

## 專案列表
- Ogg - 多媒體容器格式
  - Vorbis - 有損壓縮聲音編碼
  - Theora - 有損壓縮影像編碼（目前停止開發）
  - FLAC - 無損聲音編碼格式
  - Speex - 有損語音編碼格式
  - CELT - 極低延遲的有損壓縮聲音編碼格式，已經整合到Opus編碼（目前已經廢棄）
  - Opus - 極低延遲的有損壓縮聲音編碼格式
  - Tremor - 以整數運算實做的Vorbis解碼器，用於嵌入式系統
  - OggPCM - 用於封裝PCM聲音資料的Ogg容器格式
  - Skeleton[1] - 多軌道的Ogg檔案資料
  - RTP - Vorbis、Theora、Speex的容器格式
  - CMML（英语：Continuous Media Markup Language） -專門處理時間連續（time-continuous）資料的一組XML標記語言（i.e. for a timed text codec）
  - Ogg Squish（英语：Ogg Squish） - 無損壓縮聲音編碼格式（已經停止開發）
  - Tarkin - 一個有損影像格式的實驗計畫（沒有穩定的釋出，目前停止開發）[2]
  - Daala - 影像編碼格式
- libao - 跨平台的聲音輸出函式庫[3]
- Annodex（英语：Annodex）
- Icecast - 跨平台、開放原始碼的串流伺服器
- Ices - 收聽Icecast伺服器串流的客戶端軟體
- IceShare - 尚未完成的點對點Ogg多媒體播放系統（目前停止开发）
- cdparanoia（英语：cdparanoia）
- XSPF（英语：XML Shareable Playlist Format）

## 外部連結
- 官方網站 （页面存档备份，存于）（英文）
- 官方Wiki （页面存档备份，存于）（英文）